# Metagovea
Metagovea is een geslacht van hooiwagens uit de familie Neogoveidae.
De wetenschappelijke naam Metagovea is voor het eerst geldig gepubliceerd door Rosas Costa in 1950. 

## Soorten
Metagovea omvat de volgende 3 soorten:
- Metagovea disparunguis
- Metagovea oviformis
- Metagovea philipi